# Берешки
Берешки (ингуш. Берашке) — покинутый населённый пункт в Сунженском районе Ингушетии.

## География
Был расположен на левом берегу реки Фаэтонка. Ближайшие населённые пункты: на юго-западе — село Галашки, на востоке — село Аршты, на юге — село Самиогочие, на севере — станица Нестеровская.

## История
По состоянию на декабрь 1926 года Берешки входил в состав Галашкинского района Ингушской АО. В селе проживали ингуши (по данным переписи 1926 года).
Село было покинуто жителями в 90-е годы XX века..